# Stefan Parnicki-Pudełko
Stefan Parnicki-Pudełko (ur. 10 lipca 1914 r. w Majdanie Starym, zm. 16 kwietnia 1994 we Wrocławiu) – polski naukowiec, historyk i archeolog specjalizujący się w zakresie starożytności. Żołnierz AK i BCh. Honorowy obywatel Swisztowa.

## Życiorys
Urodził się 10 lipca 1914 r. we wsi Majdan Stary na Lubelszczyźnie. W 1933 r. ukończył gimnazjum humanistyczne w Krasnymstawie. W okresie szkolnym był członkiem Związku Harcerstwa Polskiego.
W 1934 r. rozpoczął studia humanistyczne na Uniwersytecie Lwowskim (skupiając się głównie na archeologii śródziemnomorskiej i filologii klasycznej), które przerwał wybuch drugiej wojny światowej. W trakcie kampanii wrześniowej 1939 r. brał udział w obronie Lwowa. W okresie wojny pracując w gospodarstwie ojca, uczestniczył też w konspiracyjnym nauczaniu w Wojsławicach oraz działał w Armii Krajowej oraz Batalionach Chłopskich.
Po zakończeniu wojny kontynuował studia na Katolickim Uniwersytecie Lubelskim, uzyskując magisterium w 1946 r. na podstawie pracy Quo modo Homerus in poematibus suis colorem atque formam rerum exprimit. Następnie natychmiast podjął pracę w Katedrze Archeologii Klasycznej Uniwersytetu Wrocławskiego. W 1949 r. obronił tam pracę doktorską Udział czynników urbanistycznych w powstawaniu i rozwoju greckiej agory (promotor: Edmund Bulanda). W 1953 r. rozpoczął pracę w Zakładzie Archeologii Antycznej Instytutu Historii Kultury Materialnej Polskiej Akademii Nauk, gdzie w kwietniu 1956 r. awansowano go na stanowisko docenta.
W roku akademickim 1958/1959 przeniósł się na Uniwersytet im. Adama Mickiewicza w Poznaniu, zostając kierownikiem Katedry Archeologii Śródziemnomorskiej. W 1966 r. został profesorem nadzwyczajnym. W roku akademickim 1967–1968 gościnnie wykładał na Institute for Advanced Study w Princeton. Wobec likwidacji swojej katedry w 1969 r., został najpierw kierownikiem Katedry Historii Sztuki, a następnie w 1970 r. przeszedł do Zakładu Historii Starożytnej w Instytucie Historii UAM, którego objął kierownictwo.Tam pracował już do przejścia na emeryturę w 1984 r. W 1977 r. uzyskał nominację na profesora zwyczajnego.
W latach 1956–1957 brał udział w polsko-radzieckich (ukraińskich) badaniach archeologicznych w Olbii nad Morzem Czarnym. W 1960 r. odbył czteromiesięczne specjalistyczne studia w Grecji w zakresie architektury, urbanistyki i budownictwa starożytnej Hellady. W 1965 r. przebywał na trzymiesięcznym stypendium we Włoszech, badając budownictwo greckie w południowej części Włoch.
Od 1960 r. uczestnik wykopalisk w Novae, najpierw jako zastępca kierownika przy ekspedycji Uniwersytetu Warszawskiego, a od 1970 r. organizator samodzielnej Ekspedycji Archeologicznej w Novae Uniwersytetu im. Adama Mickiewicza. W wyniku jego prac odsłonięto m.in. fragmenty murów obronnych i pozostałości trzech bram wjazdowych do obozu.
Uczestniczył w organizowaniu i działał w Polskim Towarzystwie Archeologicznym. W latach 1982 i 1983 zorganizował międzynarodowe sympozja i konferencje naukowe na UAM-ie. Urządzał też wysoko oceniane wystawy archeologiczne zabytków z Novae w muzeach archeologicznych w Poznaniu, Inowrocławiu, Koszalinie i Gnieźnie. Współpracował też z poznańskim oddziałem Komisji Bałkanistycznej PAN.
Autor ok. 200 prac naukowych. W zakresie dydaktyki, prowadził rozmaite zajęcia dla studentów filologii klasycznej, historii, historii sztuki i archeologii.

## Odznaczenia

### Naukowe
- Nagroda Ministra Szkolnictwa Wyższego i Techniki II stopnia – dwukrotnie (1976, 1981)
- Nagroda Ministra Szkolnictwa Wyższego i Techniki I stopnia (1984)
- Nagroda Sekretarza Naukowego PAN (1977)
- Nagroda Rektora UAM (?)
- Medal 100-lecia Bułgarskiej Akademii Nauk (1979)
- Medal XX-lecia IHKM PAN (1978)

### Państwowe
- Krzyż Kawalerski Orderu Odrodzenia Polski (1974)
- Medal Komisji Edukacji Narodowej (1979)
- Medal Prezydium Miejskiej Rady Narodowej za Zasługi dla Miasta Swisztowa (1982)
- Honorowe obywatelstwo Swisztowa (1982)

## Publikacje
- Plac w budownictwie greckim a współczesne planowanie, "Politechnika", 1947, nr 9-10, s. 247-254.
- Z problemów planowania miast w starożytnej Grecji, "Archeologia", IV, 1950-1951 (1953), s. 27-38
- Próba rekonstrukcji agory w Kynaitha, "Archeologia", V, 1952–1953, s. 76-82, 429-431
- Gospodarcza rola agory greckiej, "Archeologia", VI, 1954 (1956), s. 90-115, 300-302.
- Agora. Geneza i rozwój rynku greckiego, Wrocław 1957
- Uwagi do genezy kolumny doryckiej [w:] Księga pamiątkowa ku czci Władysława Podlachy, Wrocław 1957, s. 74-83, 201-205.
- Dom mieszkalny a świątynia w Grecji archaicznej, "Archeologia", VIII, 1, 1956 (1958), s. 49-64
- Budownictwo w starożytnej Grecji, I, "Prace Zakładu Archeologii Antycznej ZHKM PAN", z. 9, Warszawa 1958
- Budownictwo i topografia Olbii [w:] Olbia. Teksty źródłowe i badania archeologiczne. Prace Zakładu Archeologii Antycznej IHKM PAN, z. 6, Warszawa 1957, s. 121-194.
- Budownictwo starożytnej Grecji od okresu archaicznego do rzymskiego, Wrocław-Warszawa 1962
- Olimpia i olimpiady, Poznań 1964
- The Western Gate of Novae, "Archeologia Polona", XIV, 1974, s. 297-314
- Architektura starożytnej Grecji, ? 1975.
- Befestigungslagen von Novae [w:] Ars historica. Prace z dziejów powszechnych i Polski, Poznań 1976, s. 179-192
- Budowle po zachodniej stronie forum w Novae. Building at Western Side of Forum in Novae, "Sprawozdanie Komisji Archeologicznej nr 94 za 1976 r. Poznańskiego Towarzystwa Przyjaciół Nauk. Wydział Historii i Nauk Społecznych"
- Budownictwo greckie [w:] Kultura materialna starożytnej Grecji. Zarys, t. II, Wrocław 1977, s. 345-475.
- Castra Novae [w:] Novae – Sektor zachodni 1974, I, Poznań 1978, s. 113-117
- Krepostnite porti na Novae, "Arheologija", Sofija, XXIII, 4, 1981 (1982), s. 9-21
- Wczesnochrześcijańska bazylika katedralna w Novae, Bułgaria, "Poznańskie Towarzystwo Nauk. Wydział Nauk o Sztuce, Sprawozdanie nr 99 za 1981 r.", Poznań 1983, s. 68-73
- The Earl-christian Episcopal Basilica in Novae, "Archeologia Polona", s. XXI-XXII, 1983, s. 241-261
- Das Heizungssystem der römischen Festung von Novae, Nord-Bulgarien, "Jahreschefte aus August und Kaiseraugust", 3, Liestal 1983, s. 147-155 (wspólnie z L. Press)
- Wczesnochrześcijańska bazylika episkopalna w Polsce, "Balcanica Posnaniensia", I, Poznań 1984, s. 147-153
- Ambona wczesnochrześcijańskiej bazyliki biskupiej w Novae, "Balcanica Posnaniensia", V, Poznań 1989 [1990], s. 319-341.
- The Fortifications in the Western Sector of Novae, Poznań 1990